# لایتستورم انترتینمنت
لایتستورم سرگرمی یا لایتستورم اِنترتینمنت (به انگلیسی: Lightstorm Entertainment) یک شرکت فیلم‌سازی آمریکایی‌ست. این شرکت توسط جیمز کامرون، فیلم‌ساز کانادایی، در سال ۱۹۹۰ تأسیس شد.

## فیلم‌های سینمایی
- نابودگر ۲: روز داوری، ۱۹۹۱
- دروغ‌های حقیقی
- تایتانیک
- آواتار[۱]